# Mallappanahalli, Holenarsipur
Mallappanahalli là một làng thuộc tehsil Holenarsipur, huyện Hassan, bang Karnataka, Ấn Độ.